# دانيلو تيكسيرا
دانيلو تيكسيرا (2 ديسمبر 1983 في البرازيل - ) هو لاعب كرة قدم برازيلي في مركز الهجوم. لعب مع نادي العروبة وUlsan Hyundai Mipo Dockyard FC ‏ وإيتومبيارا سبورت ‏ وAssociação Desportiva Cabofriense ‏ ونادي فيروفياريا وClube Atlético Joseense ‏ وEsporte Clube Avenida ‏ وأتلتيكو يوفنتوس وLlaneros F.C. ‏ ونادي ساو خوسيه وFort Lauderdale Strikers (2006–2016) ‏.

## وصلات خارجية
- دانيلو تيكسيرا على موقع قاعدة بيانات كرة القدم.إي يو (الإنجليزية)